# Sidewalk Prophets
Sidewalk Prophets es un grupo de música cristiana contemporánea originario de Indiana, Estados Unidos. Hasta la fecha, han lanzado cuatro álbumes de estudio, dos de ellos independientes y otros dos bajo el sello discográfico de Word Records. La banda fue elegida como nuevo artista del año en los GMA Dove Awards y lanzó varios sencillos, de entre los cuales «You Love Me Anyway» alcanzó la primera posición del listado de Christian Songs de Billboard.

## Historia
El grupo se formó cuando el vocalista Dave Frey y el guitarrista Ben McDonald asistían a la Indiana's Anderson University. Un demo que habían grabado fue tomado sin su conocimiento y llevado a un concurso en el campus. Esta grabación llegó a manos de directores de programas de radio y compañías discográficas e incluso les dio la chance de reunirse con Will McGinnis de Audio Adrenaline, quien le otorgó a Dave la oportunidad de cantar junto a AA en frente de 20.000 personas. Después de la llegada de Cal Joslin y Justin Nace al grupo, llegaron a un acuerdo con Word Records, luego de viajar a Nashville, Tennessee.
Antes del lanzamiento de su álbum debut con Word Records, habían lanzado un disco y un EP de manera independiente y habían salido de gira con Jeremy Camp y Audio Adrenaline. En agosto de 2009 lanzan al mercado These Simple Truths, del cual se desprendieron los sencillos «The Words I Would Say», «You Can Have Me» y «You Love Me Anyway» que entraron a los listados de Christian Songs y Heatseekers Songs de Billboard. El grupo fue condecorado con el premio al nuevo artista del año en los GMA Dove Awards de 2010, además de recibir una nominación por álbum pop/contemporáneo del año. Fueron de gira junto a Stellar Kart, Building 429 y Ginny Owens, participaron en el Rock and Worship Roadshow en 2010 junto a MercyMe, Francesca Battistelli, entre otros y en el Winter Jam en 2010 y 2011 compartiendo escenario con Tenth Avenue North, Newsboys y Third Day. En 2011 recibieron otra nominación en los GMA Dove Awards de 2011.

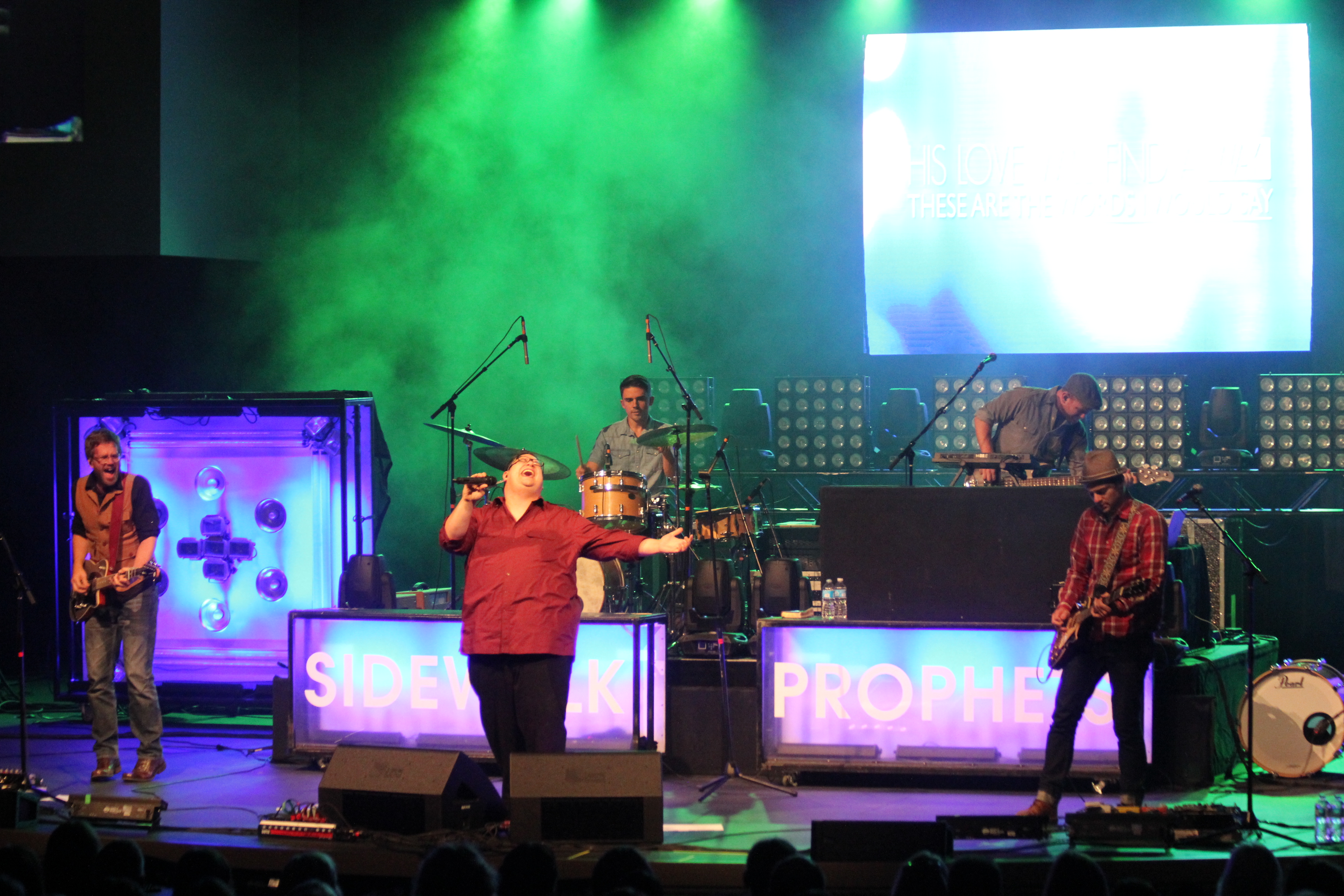
Sidewalk Prophets en 2013

Su segunda producción se tituló Live Like That (en un principio se pensó en llamarla No Safe Place) y fue producida por Ian Eskelin, que ya había trabajado con su álbum previo. Fue lanzada al mercado el 27 de marzo de 2012 y como sencillo principal, se eligió el tema que da nombre al álbum: «Live Like That». La carátula del álbum fue hecha con fotos de sus seguidores y se realizó un casting para voces de fondo en las canciones del proyecto.
El 24 de septiembre de 2013, lanzaron un álbum de Navidad al que titularon Merry Christmas to You, juntando canciones propias con cóvers de tradicionales himnos.

## Discografía

### Álbumes
Álbumes de estudio
| 2003 | Sidewalk Prophets - Fecha de lanzamiento: 2003 - Sello discográfico: Independiente                            | —  | —  | — | —  | —   |
| 2007 | You Love Me Anyway (EP) - Fecha de lanzamiento: 2007 - Sello discográfico: Independiente                      | —  | —  | — | —  | —   |
| 2009 | These Simple Truths - Fecha de lanzamiento: 25 de agosto de 2009 - Sello discográfico: Word Records           | 15 | 20 | 5 | —  | —   |
| 2012 | Live Like That - Fecha de lanzamiento: 27 de marzo de 2012 - Sello discográfico: Word Records                 | 3  | 5  | — | 78 | 83  |
| 2012 | Because It's Christmas (EP) - Fecha de lanzamiento: 16 de octubre de 2012 - Sello discográfico: Word Records  | —  | —  | — | —  | —   |
| 2013 | Merry Christmas to You - Fecha de lanzamiento: 24 de septiembre de 2013 - Sello discográfico: Fervent Records | 8  | *  | — | *  | 177 |
| "—" denota que el lanzamiento no logró entrar en listas. "*" denota que se desconoce su posición en la lista. | |    |    |   |    |     |

### Sencillos
| Año | Sencillo                   | Máxima posición en listas | Máxima posición en listas        | Máxima posición en listas     | Máxima posición en listas         | Máxima posición en listas      | Máxima posición en listas   | Máxima posición en listas   | Álbum                  |
| Año | Sencillo                   | Billboard Christian Songs | Billboard Christian AC Indicator | Billboard Christian AC Songs´ | Billboard Christian Digital Songs | Billboard Christian Hot AC/CHR | Billboard Christian Soft AC | Billboard Heatseekers Songs | Álbum                  |
| --- | -------------------------- | ------------------------- | -------------------------------- | ----------------------------- | --------------------------------- | ------------------------------ | --------------------------- | --------------------------- | ---------------------- |
| 2009 | «The Words I Would Say»    | 3                         | 1                                | 3                             | 9                                 | 16                             | 5                           | 33                          | These Simple Truths    |
| 2010 | «You Can Have Me»          | 16                        | 9                                | 16                            | 50                                | —                              | 9                           | —                           | These Simple Truths    |
| 2010 | «Hope Is Born This Night»  | 29                        | —                                | —                             | —                                 | —                              | —                           | —                           | Come Now Our King      |
| 2011 | «You Love Me Anyway»       | 1                         | 1                                | 1                             | 11                                | 16                             | 5                           | —                           | These Simple Truths    |
| 2011 | «Hope Was Born This Night» | 8                         | 19                               | 4                             | —                                 | —                              | 12                          | —                           | WOW Christmas (2011)   |
| 2012 | «Live Like That»           | 2                         | 1                                | 2                             | 4                                 | 6                              | 9                           | —                           | Live Like That         |
| 2012 | «Help Me Find It»          | 2                         | *                                | *                             | —                                 | *                              | *                           | —                           | Live Like That         |
| 2013 | «Keep Making Me»           | 9                         | *                                | *                             | —                                 | *                              | *                           | —                           | Live Like That         |
| 2013 | «Because It's Christmas»   | 6                         | 20                               | 4                             | —                                 | 28                             | —                           | —                           | Because It's Christmas |
| 2013 | «O Holy Night»             | 36                        | —                                | —                             | —                                 | —                              | —                           | —                           | Because It's Christmas |
| 2013 | «What A Glorious Night»    | 18                        | *                                | *                             | —                                 | *                              | *                           | —                           | Merry Christmas to You |
| "—" denota que el lanzamiento no logró entrar en listas. "--" denota que la lista no existía en ese momento. "*" denota que se desconoce su posición en la lista. |                            |                           |                                  |                               |                                   |                                |                             |                             |                        |

## Premios y nominaciones
| Año  | Premio                       | Categoría                                       | Trabajo nominado        | Resultado |
| ---- | ---------------------------- | ----------------------------------------------- | ----------------------- | --------- |
| 2010 | GMA Dove Awards              | Artista nuevo del año                           | Sidewalk Prophets       | Ganadores |
| 2010 | GMA Dove Awards              | Álbum pop/contemporáneo del año                 | These Simple Truths     | Nominados |
| 2011 | GMA Dove Awards              | Grupo del año                                   | Sidewalk Prophets       | Nominados |
| 2013 | GMA Dove Awards              | Canción del año                                 | «Live Like That»        | Nominados |
| 2014 | Billboard Music Awards       | Mejor canción cristiana                         | «Help Me Find It»       | Nominados |
| 2013 | K-LOVE Fan Awards            | Artista revelación del año                      | Sidewalk Prophets       | Nominados |
| 2014 | K-LOVE Fan Awards            | Grupo/dúo del año                               | Newsboys                | Nominados |
| 2014 | K-LOVE Fan Awards            | Primer artista cristiano en aparecer en 7UP Can | Sidewalk Prophets       | Nominados |
| 2013 | ASCAP Christian Music Awards | Una de las canciones más reproducidas           | «Live Like That»        | Ganadores |
| 2011 | BMI Christian Music Awards   | Una de las canciones más sonadas de la radio    | «The Words I Would Say» | Ganadores |
| 2012 | BMI Christian Music Awards   | Una de las canciones más sonadas de la radio    | «You Love Me Anyway»    | Ganadores |
| 2013 | BMI Christian Music Awards   | Una de las canciones más sonadas de la radio    | «Live Like That»        | Ganadores |
| 2014 | BMI Christian Music Awards   | Una de las canciones más sonadas de la radio    | «Help Me Find It»       | Ganadores |
| 2015 | BMI Christian Music Awards   | Una de las canciones más sonadas de la radio    | «Keep Making Me»        | Ganadores |
| 2012 | Premios AMCL                 | Canción góspel/contemporánea del año            | «Live Like That»        | Nominados |